# Raft River
Raft River är ett vattendrag i Kanada.   Det ligger i provinsen British Columbia, i den centrala delen av landet, 3 300 km väster om huvudstaden Ottawa.
I omgivningarna runt Raft River växer i huvudsak barrskog. Trakten runt Raft River är nära nog obefolkad, med mindre än två invånare per kvadratkilometer.